# Raja radula
La raya áspera (Raja radula) es una especie de pez de la familia Rajidae, orden Rajiformes.

## Morfología
Los machos pueden llegar a alcanzar los 70 cm de longitud total.

## Reproducción
Al igual que todas las especies de la familia Rajidae, es ovípara y las hembras ponen huevos envueltos en una cápsula córnea.

## Alimentación
Come animales bentónicos.

## Hábitat
Es un pez marino, y habitas desde pocos metros hasta los 300 m de profundidad.

## Distribución geográfica
Se encuentra en el Mar Mediterráneo.

## Observaciones
Es inofensivo para los humanos.